# Rimóczi Imre
Rimóczi Imre (Pestszenterzsébet, 1947. február 28.– ) magyar mikológus, botanikus, Szent-Györgyi Albert-díjas egyetemi tanár.

## Élete
1947. február 28-án született a Pest-Pilis-Solt-Kiskun vármegyei Pestszenterzsébeten. A Kertészeti és Élelmiszeripari Egyetem, majd az intézmény szervezeti átalakítása után a Budapesti Corvinus Egyetem Növénytani Tanszékén tanított egyetemi tanárként, egy időben a tanszék vezetője is volt.  2010-ben Szent-Györgyi Albert-díjjal ismerték el a munkásságát. A Magyar Mikológiai Társaság tagja.

## Művei
- Rimóczi Imre: Gombaválogató 1-11. Szépia Kiadó
- Rimóczi Imre: Magyarország leggyakoribb gombái
- Rimóczi Imre: Gombák I. - Rétek,legelők és pázsitok gombái
- Kalmár Zoltán – Rimóczi Imre: Gombakalauz